# Paulus Anton van den Velden
Paulus Anton van den Velden ('s-Gravenhage, 1 maart 1831 – Cannes, 7 januari 1892) was een Nederlands jurist, kunstverzamelaar, ambtenaar en secretaris van de Hoge Raad van Adel.

## Biografie
Jhr. mr. Van den Velden was een lid van de familie Van den Velden en een zoon van jhr. mr. Benedictus van den Velden (1800-1879), vicepresident van de Hoge Raad der Nederlanden, en jkvr. Herbertina Lucile van der Heim (1800-1846); hij was een kleinzoon van vice-admiraal, burgemeester en Tweede Kamerlid Jan van den Velden (1768-1854). Toen zijn grootvader op 20 augustus 1847 werd verheven in de Nederlandse adel werd ook hij jonkheer.
Van den Velden behaalde tijdens zijn middelbareschooltijd verschillende eerste prijzen. Daarna ging hij rechten studeren en promoveerde aan de Universiteit Utrecht op het briefgeheim. Hij werd vervolgens advocaat. In 1863 deed hij examen om commies van Staat te worden, slaagde en werd in datzelfde jaar benoemd bij het departement van Justitie, waar hij tot 1882 aan verbonden zou blijven. In 1866 werd hij benoemd tot waarnemend secretaris van Hoge Raad van Adel; hij bleef waarnemen tot 1882 toen hij benoemd werd tot effectief secretaris hetgeen hij bleef tot zijn overlijden. Hij overleed ongehuwd in 1892 in Cannes, waarna zijn bibliotheek werd geveild. Veel uit zijn kunstcollectie legateerde hij aan het Rijk die daarmee een van de belangrijkste aanwinsten uit die jaren verkreeg; zijn collectie familieportretten werden van dat legaat uitgesloten.
Van den Velden had verschillende nevenfuncties. Zo was hij secretaris van de Commissie van toezicht op de Haagse gymnastiekschool, lid van de Raad van Commissarissen van het Dagblad van Zuid-Holland en 's-Gravenhage en voorzitter van het waals-hervormd armbestuur te 's-Gravenhage.

## Afbeeldingen van werk uit zijn kunstcollectie

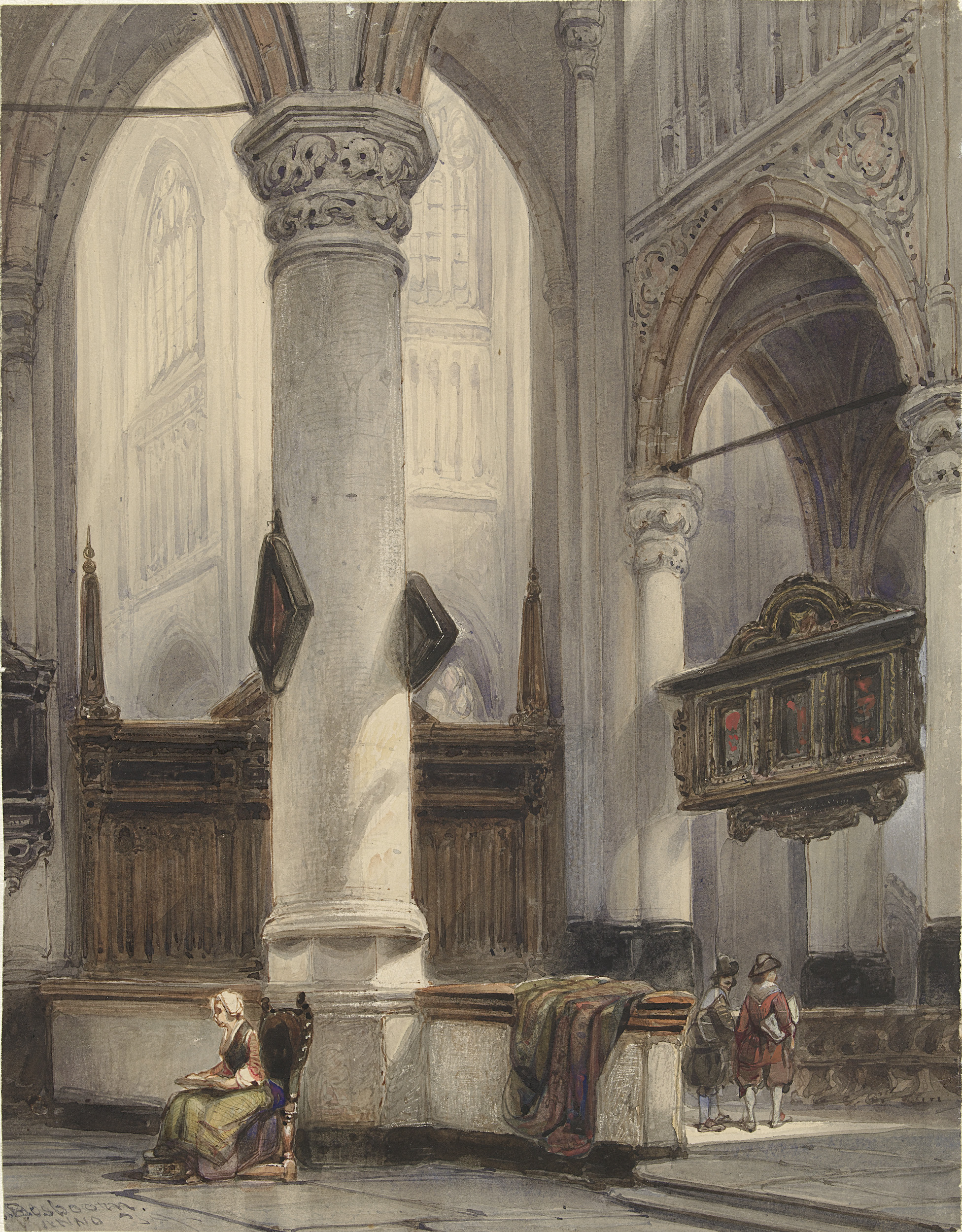
Johannes Bosboom, Interieur van de Nieuwe Kerk te Delft (1839)
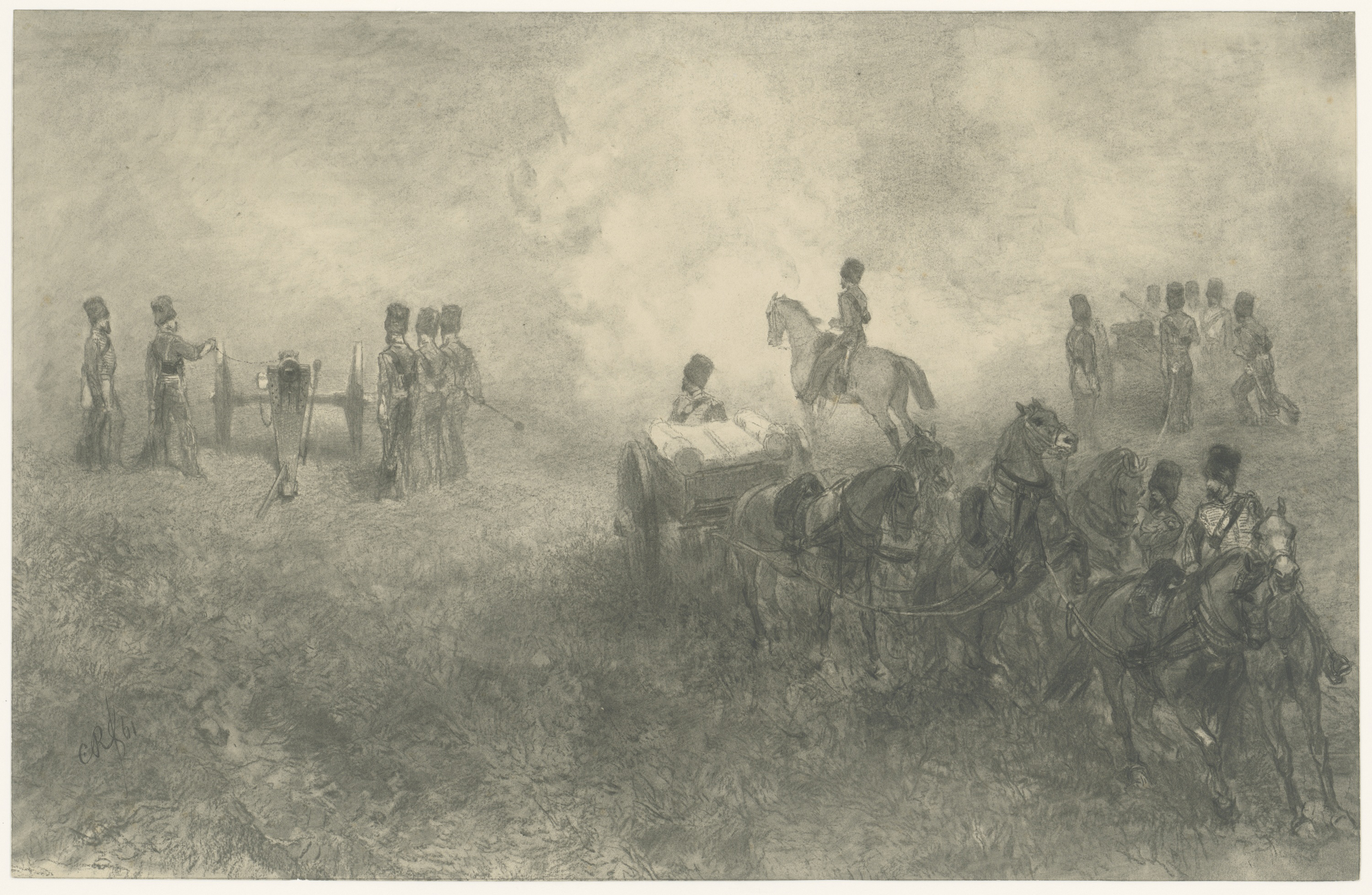
Charles Rochussen, Oefeningen van de artillerie te Milligen (1861)
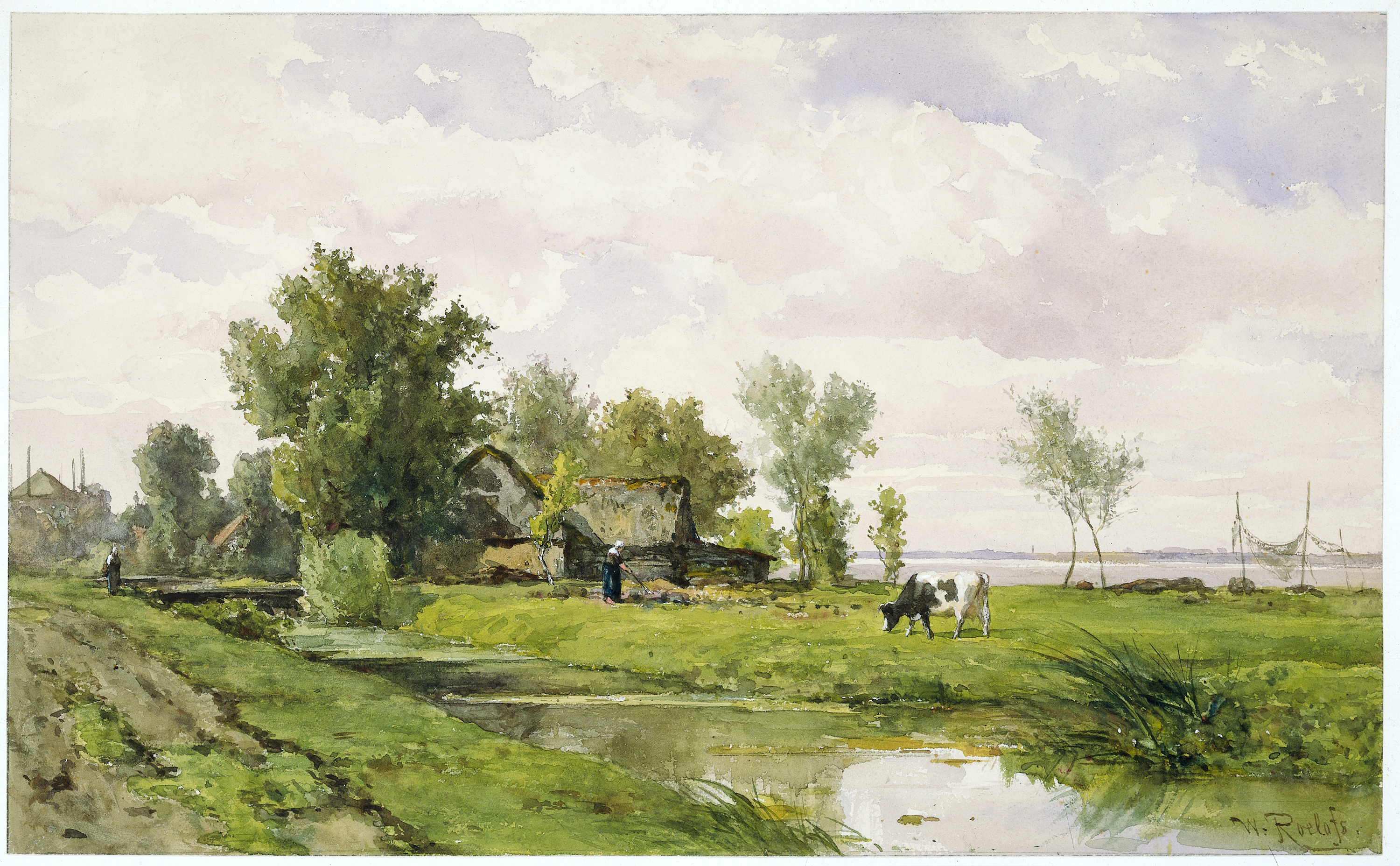
Willem Roelofs, Boerderij aan een sloot (1875-1880)
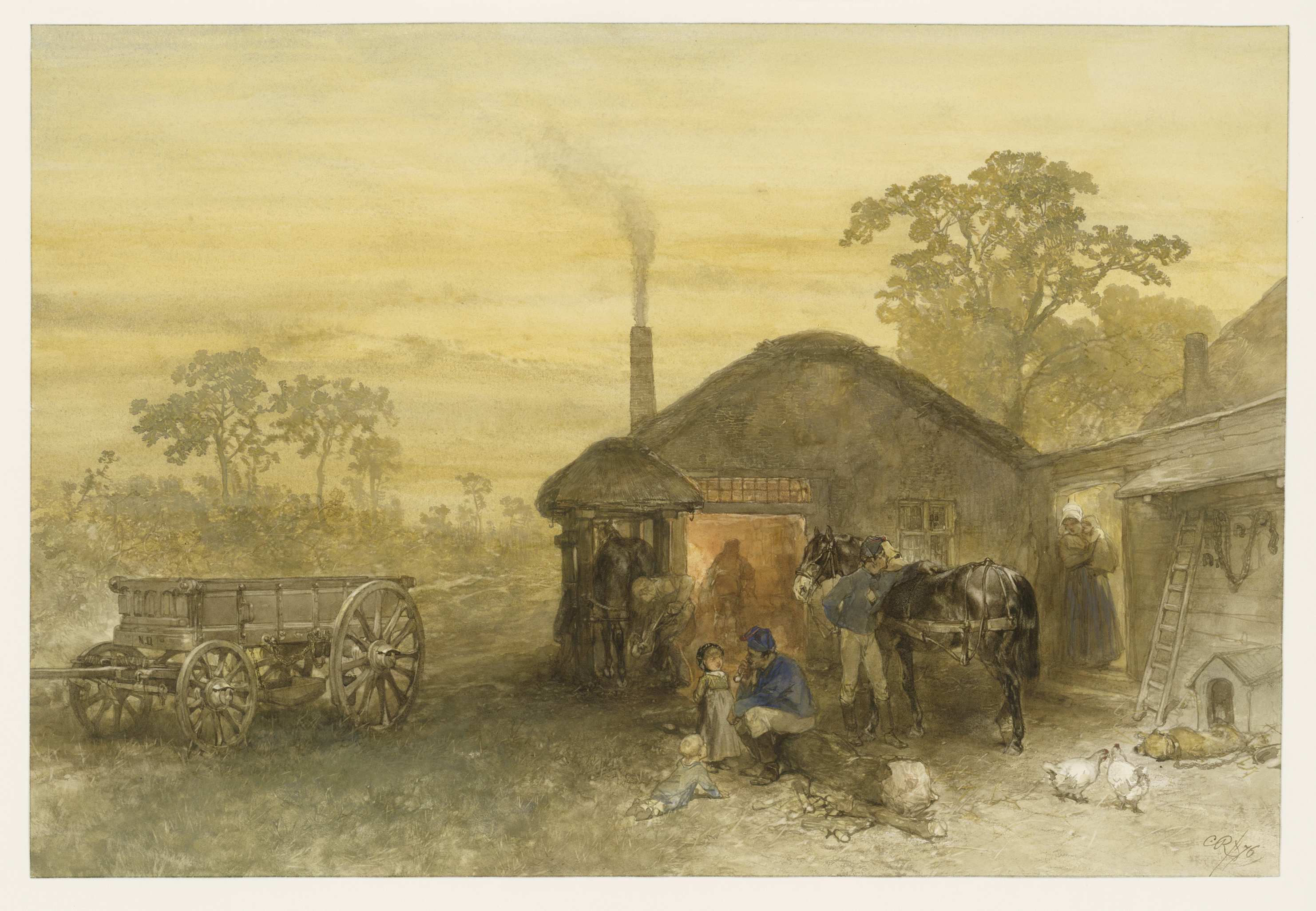
Charles Rochussen, De hoefsmid (1876)